# Monte Pindo
El Monte Pindo és un massís granític amb una superfície de 4.629 ha repartida entre els municipis de Carnota, Mazaricos, Cee i Dumbría, entre les ries de Corcubión i Muros i Noia. La seva màxima elevació de 627 msnm és al municipi gallec de Carnota, a la província de la Corunya. Forma un espai natural juntament amb la platja de Carnota, anomenat Carnota-Monte Pindo, catalogat com a lloc d'importància comunitària i que es troba inclòs a la Xarxa Natura 2000.

## Etimologia

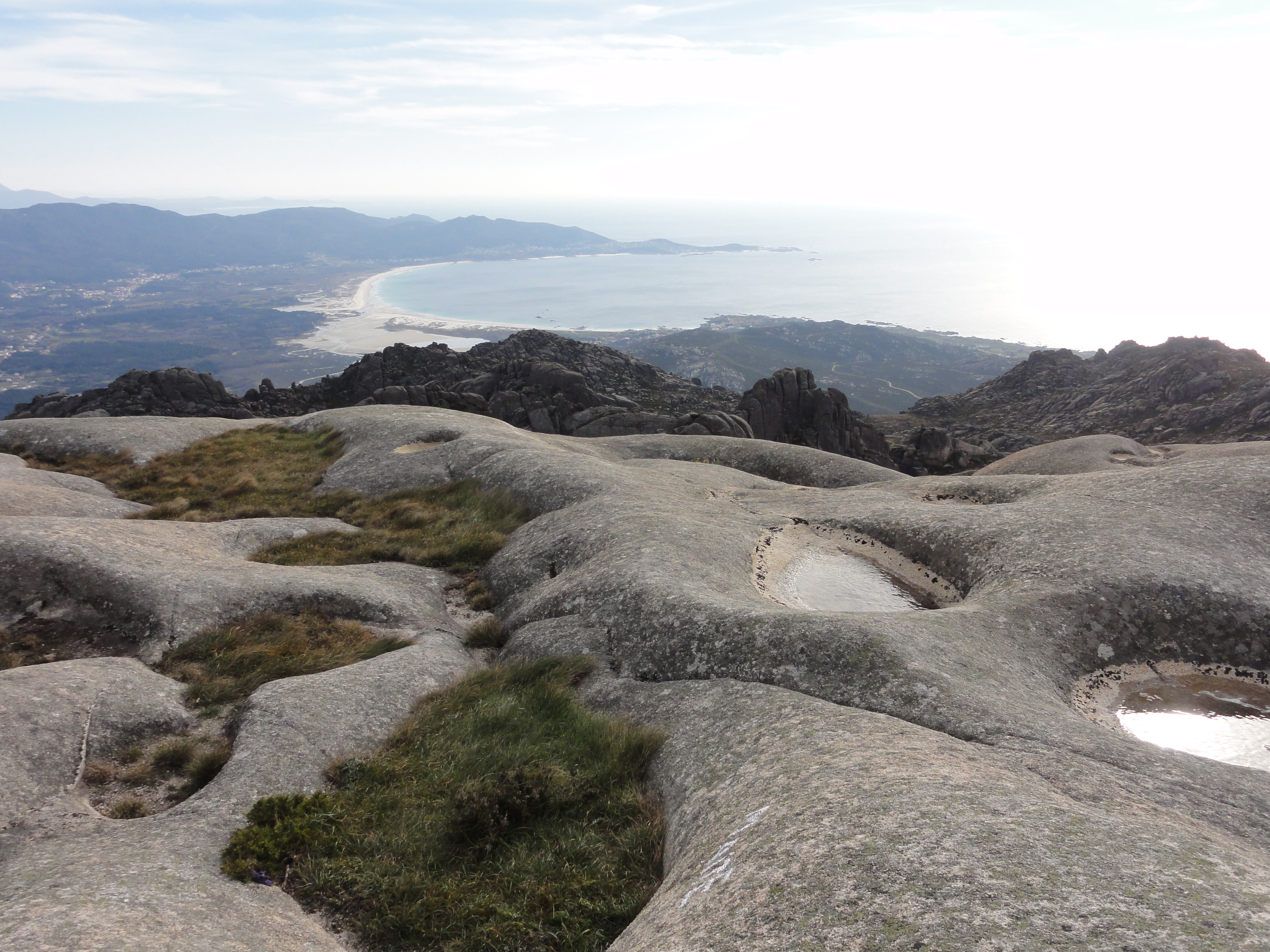
Vista panoràmica.

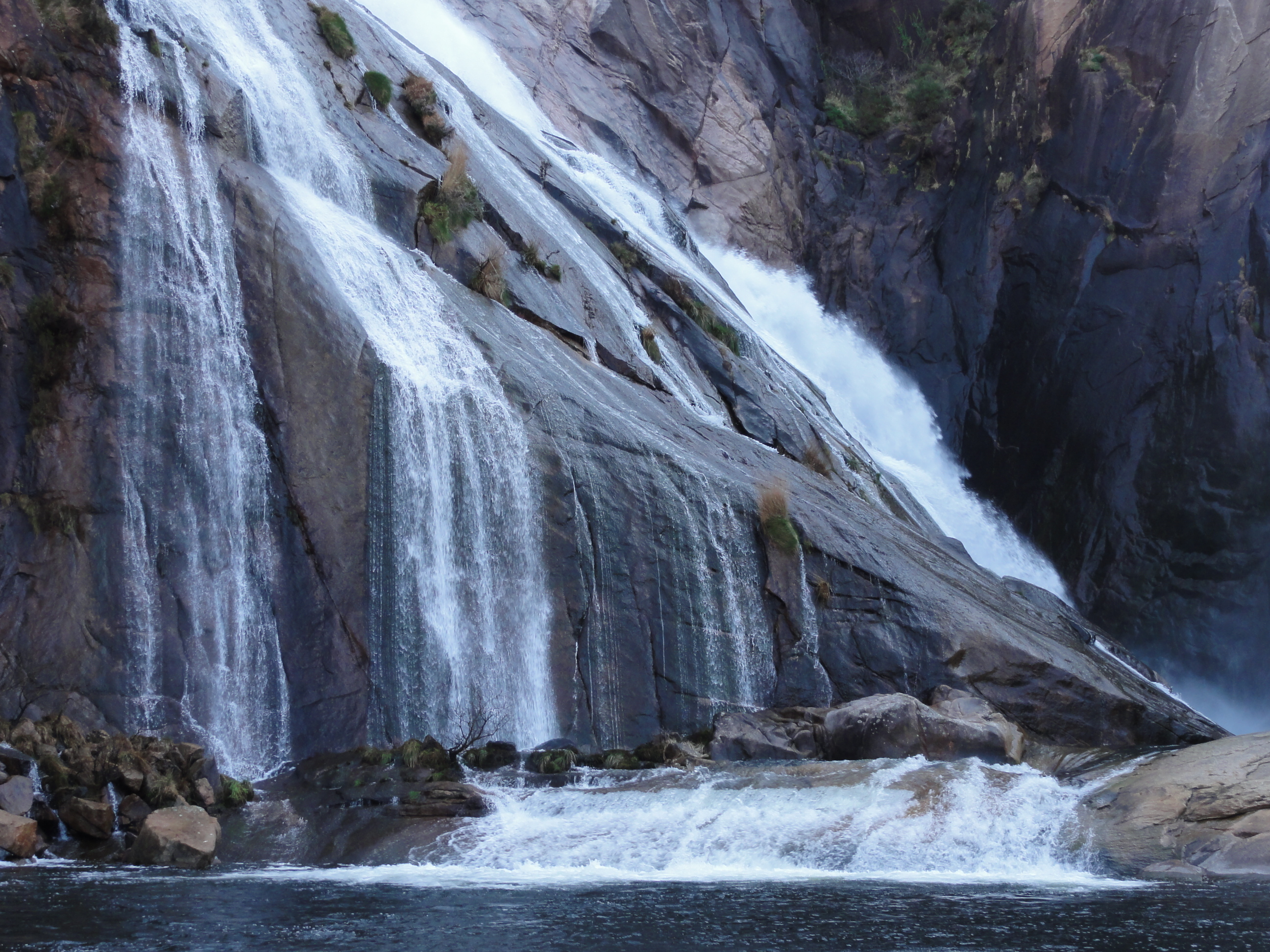
Vista de la cascada d'O Ézaro

El terme Pindo té el seu origen probablement en la llengua cèltica: binn dubh (muntanya fosca, cim fosc).
Segons els treballs de recerca del doctor en lingüística per la Universitat Stanford, als Estats Units, James J. Duran, Ph. D. (Séamas O Direáin), el llicenciat en geografia i història per la Universitat de Santiago de Compostel·la, Alberto Lago Villaverde, i Henrique Egea Lapina, llicenciat en Filologia Clàssica per la Universitat de Santiago de Compostel·la, el nom de Pindo provindria de l'idioma cèltic galaic, llengua cèltica parlada a la zona abans de la romanització de la Gal·lècia: binn (gaèlic irlandès) o beinn (gaèlic escocès) (literalment bec o cim) i dubh (adjectiu per descriure alguna cosa fosca). Binn Dubh (pindub) equivaldria doncs a Pindo. Els romans li van donar, no obstant això, el nom de Celtici Supertamarci (que feia referència a la celtització de la zona).
Els autors aporten, a més, diversos exemples de muntanyes físicament semblants a la de Carnota i denominades exactament d'aquesta manera, tant a Irlanda (Mont Binn Dubh), com a Escòcia (mont Beinn Dubh).

## Història
La particular geomorfologia del monte Pindo, plena de relleus amb rocs de granit, va inspirar gran quantitat d'històries i llegendes de deïtats, escultures, o monstres i gegants mítics, incloses algunes sobre el riu Xallas, a causa de la cascada d'O Ézaro per caure les seves aigües directament sobre l'aigua salada del mar. En ell hi ha nombroses restes arqueològiques, com petròglifs, útils de bronze i restes d'una suposada antiga ermita.

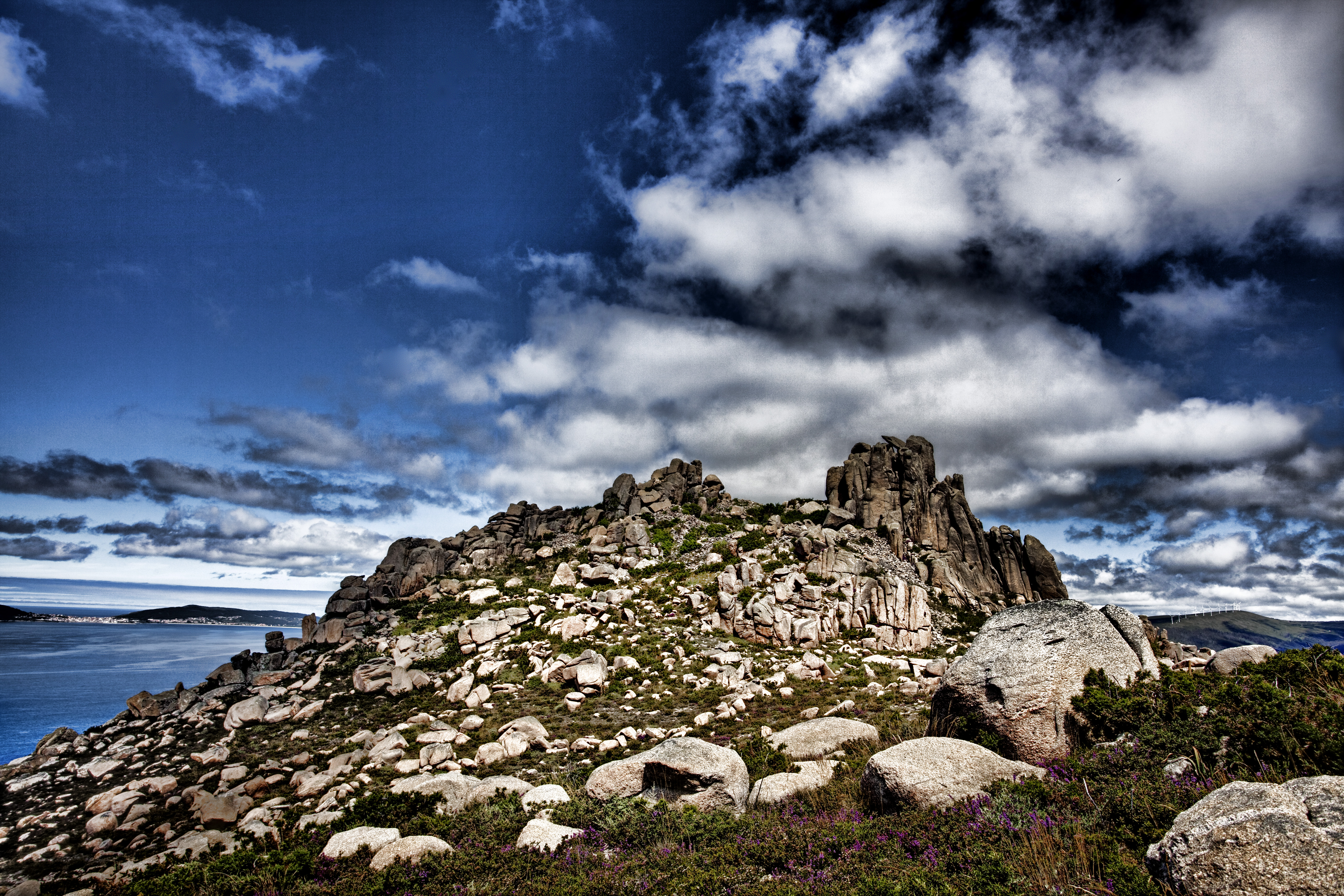
Castell de San Xurxo.

Al segle x Sisnando, bisbe d'Iria Flavia, va ordenar la construcció del castell de San Xurxo en els límits d'aquesta muntanya com a protecció davant els atacs dels pirates medievals. En ell van habitar diverses famílies nobles de Galícia fins que el castell va ser destruït l'any 1467 durant la Revolta Irmandiña.
En aquest entorn es trobaven altres dos castells, però no se'n conserven restes materials determinants d'ells ni documentació analitzable, més que una inscripció en llatí en una pedra aïllada. Aquesta inscripció fa referència a l'excomunió que en 1130 va llançar Diego Xelmírez, arquebisbe de Santiago, contra el comte de Trava, per tenir presoner al seu castell a l'ardiaca de Trastámara.